# Eqrem Çabej
Eqrem Hysen Çabej (ur. 7 sierpnia 1908 w Eskişehirze, Imperium Osmańskie, zm. 13 sierpnia 1980 w Rzymie) – albański językoznawca i etnolog.

## Życiorys
Syn Hysena i Lishesh. W dzieciństwie przeniósł się wraz z rodziną do Gjirokastry. W 1921 ukończył tam szkołę elementarną, W 1923 wyjechał do Austrii, gdzie ukończył gimnazjum w Klagenfurcie, a następnie podjął studia z zakresu filologii i językoznawstwa w Grazu i w Wiedniu. W Wiedniu zetknął się z czołówką ówczesnych slawistów i historyków – Paulem Kretschmerem, Nikołajem Trubieckojem, Karlem Patschem i Norbertem Joklem. Pod kierunkiem Jokla, Çabej poświęcił się badaniom nad ewolucją języka albańskiego i zbierał materiały wśród mieszkających na Sycylii Arboreszy.
Pierwszy tekst, który opublikował w 1929 dotyczył poezji Lasgusha Poradeciego. 7 października 1933 obronił pracę doktorską, opublikowaną później w piśmie Italoalbanische Studien, wydawanym w Wiedniu. Rok później powrócił do Albanii i podjął pracę nauczyciela języka albańskiego w gimnazjum w Szkodrze, a następnie w Elbasanie i w liceum w Tiranie. Po agresji włoskiej na Albanię w 1939 wyjechał z kraju i do 1944 przebywał w Rzymie.
W 1942 odmówił propozycji pracy w Instytucie Studiów Albańskich, działającym pod egidą włoską. W czasie okupacji niemieckiej przez kilka miesięcy piastował tekę ministra edukacji w rządzie Rexhepa Mitrovicy. W lipcu 1944 powrócił do kraju, gdzie został jednym z organizatorów Instytutu Nauk – centralnej instytucji naukowej, która przygotowała utworzenie pierwszego w dziejach Albanii uniwersytetu. W 1952 otrzymał tytuł profesora. Był specjalistą w zakresie fonetyki języka albańskiego, ale także literatury albańskiej i etnologii. W 1972 był członkiem komisji, przygotowującej nowy, ujednolicony standard współczesnego języka albańskiego i jednym z założycieli Albańskiej Akademii Nauk.
Imię Çabeja nosi uniwersytet w Gjirokastrze, a także ulice w Tiranie, Szkodrze, Prisztinie i w Prizrenie. W 2003 został pośmiertnie uhonorowany orderem Honor Narodu (Nderi i Kombit).

## Dzieła
- 1958: Hyrje në historinë e gjuhës shqipe (Wprowadzenie do historii języka albańskiego).
- 1968: „Meshari” i Gjon Buzukut (Mszał Gjona Buzuku)
- 1968: Fonetika historike e shqipes (Fonetyka historyczna języka albańskiego)
- 1976-2014: Studime etimologjike në fushë të shqipes (Studia etymologiczne nad językiem albańskim)